# Coupe du Maghreb des vainqueurs de coupe
La Coupe du Maghreb des Vainqueurs de Coupe est une ancienne compétition de football, qui opposait chaque année entre 1969 et 1975 les clubs des pays du Maghreb (Tunisie, Libye, Maroc et Algérie) ayant remporté la coupe nationale de leur pays respectif la saison précédente.
En juin 1968 les délégués des fédérations maghrébines décident de créer l'Union maghrébine de football (UMF), qui organisera en 1969 à Alger la première édition de la Coupe du Maghreb des vainqueurs de coupe puis en 1970 à Alger le premier tournoi entre les clubs champions.
Cette compétition est la poursuite de la fameuse compétition Coupe des coupes de l'ULNA.

## Palmarès
| Édition   | Vainqueur      | Finaliste      | Score            | Lieux      |
| --------- | -------------- | -------------- | ---------------- | ---------- |
| 1969-1970 | RS Settat      | USM Alger      | 1-0              | Casablanca |
| 1970-1971 | Club africain  | AS La Marsa    | 2-0              | Tunis      |
| 1971-1972 | MC Alger       | Club africain  | 1-0              | Alger      |
| 1972-1973 | SCC Mohammédia | Club africain  | 1-0              | Casablanca |
| 1973-1974 | MC Alger       | Fath US        | 1-1 (4-2 t.a.b.) | Tunis      |
| 1974-1975 | ES Sahel       | SCC Mohammédia | 0-0 (4-3 t.a.b.) | Casablanca |

## Bilan

### Bilan par pays
| Pays    | Victoires | Finales perdues | Clubs vainqueurs                  |
| ------- | --------- | --------------- | --------------------------------- |
| Tunisie | 2         | 3               | Club africain (1), ES Sahel (1)   |
| Maroc   | 2         | 2               | RS Settat (1), SCC Mohammédia (1) |
| Algérie | 2         | 1               | MC Alger (2)                      |
| Libye   | 0         | 0               |                                   |

### Bilan par club
| # | Club                             | Pays    | Victoires | Finales perdues | Années     |
| - | -------------------------------- | ------- | --------- | --------------- | ---------- |
| 1 | Mouloudia Club d'Alger           | Algérie | 2         | 0               | 1972, 1974 |
| 2 | Club africain                    | Tunisie | 1         | 2               | 1971       |
| 3 | Sporting Club Chabab Mohammédia  | Maroc   | 1         | 1               | 1973       |
| 4 | Étoile sportive du Sahel         | Tunisie | 1         | 0               | 1975       |
| - | Renaissance Sportive de Settat   | Maroc   | 1         | 0               | 1970       |
| 6 | Fath Union Sport                 | Maroc   | 0         | 1               |            |
| - | Avenir sportif de La Marsa       | Tunisie | 0         | 1               |            |
| - | Union Sportive Musulmane d'Alger | Algérie | 0         | 1               |            |